# Tutwiler
Tutwiler és una població dels Estats Units a l'estat de Mississipi. Segons el cens del 2000 tenia 1.364 habitants.

## Demografia
Segons el cens del 2000, Tutwiler tenia 1.364 habitants, 410 habitatges, i 316 famílies. La densitat de població era de 393 habitants per km².
Dels 410 habitatges en un 35,9% hi vivien nens de menys de 18 anys, en un 34,4% hi vivien parelles casades, en un 34,4% dones solteres, i en un 22,7% no eren unitats familiars. En el 20% dels habitatges hi vivien persones soles l'11% de les quals corresponia a persones de 65 anys o més que vivien soles. El nombre mitjà de persones vivint en cada habitatge era de 3,33 i el nombre mitjà de persones que vivien en cada família era de 3,82.
Per edats la població es repartia de la següent manera: un 33,6% tenia menys de 18 anys, un 11,7% entre 18 i 24, un 26,1% entre 25 i 44, un 16,3% de 45 a 60 i un 12,2% 65 anys o més.
L'edat mediana era de 29 anys. Per cada 100 dones de 18 o més anys hi havia 76,3 homes.
La renda mediana per habitatge era de 18.958 $ i la renda mediana per família de 22.857 $. Els homes tenien una renda mediana de 21.364 $ mentre que les dones 17.222 $. La renda per capita de la població era de 7.177 $. Entorn del 32,1% de les famílies i el 38,5% de la població estaven per davall del llindar de pobresa.

## Poblacions més properes
El següent diagrama mostra les poblacions més properes.